# Franc Višnikar
Franc Višnikar (23. února 1848 Brezovo – 5. února 1914 Lublaň) byl rakouský právník a politik slovinské národnosti z Kraňska, na konci 19. století poslanec Říšské rady.

## Biografie
Pocházel z rodiny zemědělce a řezníka. V letech 1862–1870 vystudoval gymnázium v Lublani. Pak studoval práva na Vídeňské univerzitě. Studia dokončil v roce 1874. Téhož roku nastoupil jako praktikant k zemskému soudu v Lublani, pak byl do roku 1885 soudcem v Ilirské Bistrici, následně přešel na post okresního soudce v Ribnici. Roku 1896 byl jmenován soudním radou, roku 1907 radou vrchního soudu. V roce 1910 odešel do penze.
Byl politicky aktivní. V roce 1887 po přestěhování do Lublaně byl zvolen za poslance Kraňského zemského sněmu. V roce 1888 se spolupodílel na založení spořitelny v Ribnici.
Byl i poslancem Říšské rady (celostátního parlamentu Předlitavska), kam usedl v doplňovacích volbách roku 1895 za kurii městskou v Kraňsku, obvod Novo mesto, Višnja Gora atd. Nastoupil 11. března 1895 místo Frane Šukljeho. Ve volebním období 1891–1897 se uvádí jako Franz Višnikar, rada zemského soudu, bytem Ribnica (Reifnitz). Do parlamentu nastoupil jako konzervativní slovinský kandidát. Po nástupu na Říšskou radu zasedal v konzervativním Hohenwartově klubu.
Zemřel v únoru 1914 po delší nemoci. Trpěl ledvinovou chorobou.